# Simeão (Novo Testamento)
Simeão é uma personagem do Novo Testamento da Bíblia que,  teria abençoado Jesus quando seus pais o levaram para ser apresentado a Deus no Templo de Jerusalém, quarenta dias após seu nascimento.

## Relato bíblico

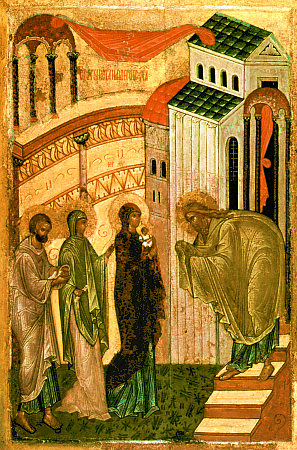
O Encontro de Nosso Senhor (ícone russo, século XV)

O Evangelho de Lucas, em seu capítulo 2, versículos 25 a 32 (Lc 2: 25-32), Simeão era considerado um homem justo e temente a Deus, que através de uma revelação do Espírito Santo,  não iria morrer sem antes ver Cristo.
Ao tomar Jesus em seus braços, Simeão proferiu palavras proféticas a seu respeito, anunciando a salvação de Deus. Enquanto falava, Ana, uma mulher que residia no templo entoava orações e louvores em consideração às palavras de Simeão.

## Veneração

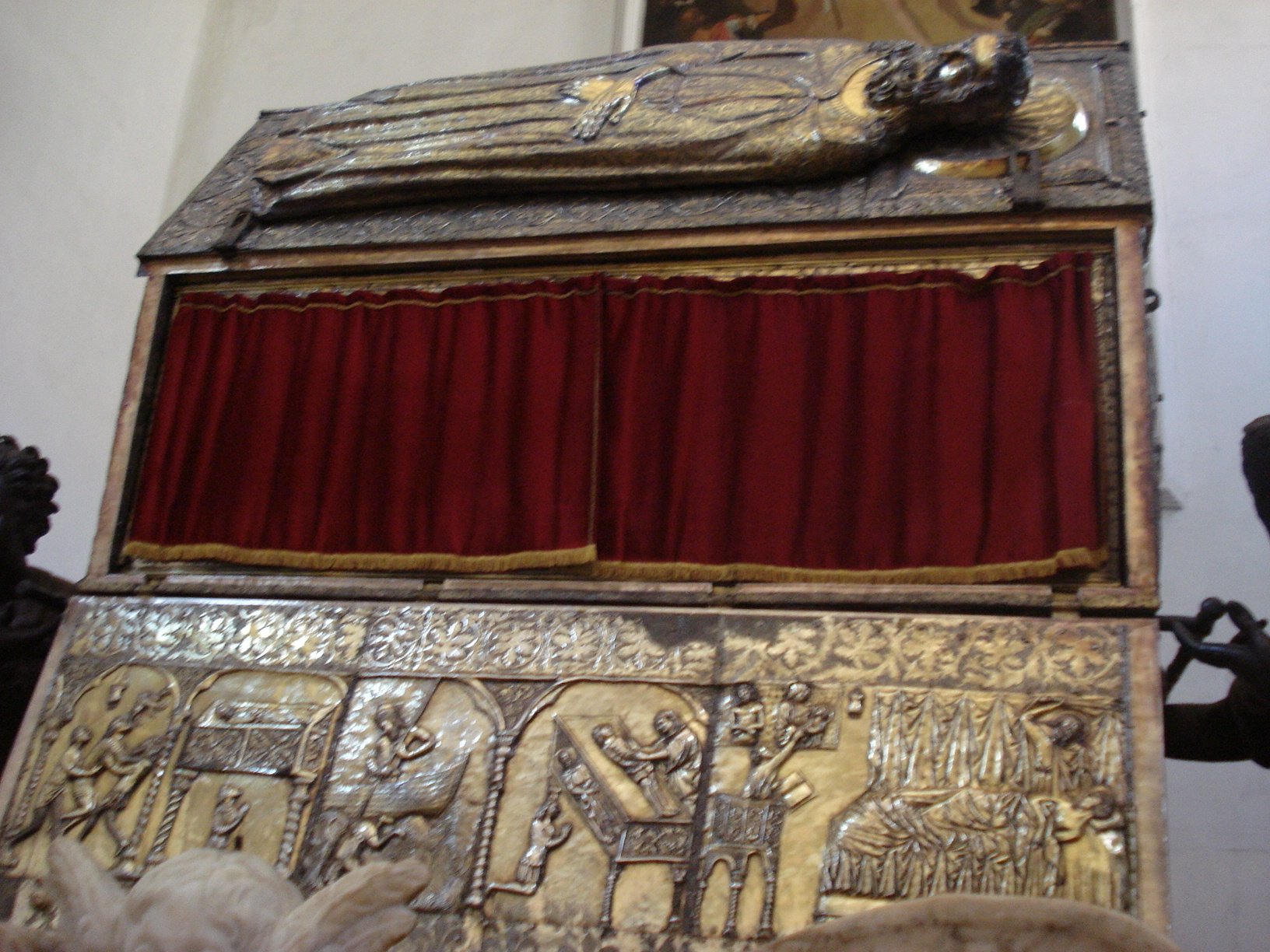
Túmulo de São Simeão em Zadar

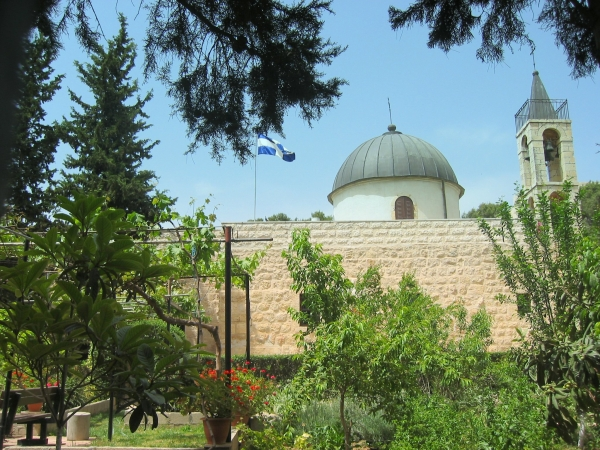
Mosteiro de São Simeão, Katamon, Jerusalém

A Igreja Católica e a Igreja Ortodoxa consideram Simeão e Ana como santos, bem como os últimos profetas do Antigo Testamento. Suas memórias são celebradas em 3 de fevereiro (no rito bizantino) e em 16 de fevereiro (no catolicismo).